# Copa Claro 2014
Copa Claro 2014 — тенісний турнір, що проходив на ґрунтових кортах у місті Буенос-Айрес, Аргентина з 10 лютого. Належав до категорії ATP World Tour 250, був турніром серії Argentina Open 2014 року.

## Фінальна частина

### Одиночний розряд
Давид Феррер —  Фабіо Фоніні 6–4, 6–3

### Парний розряд
Марсель Гранольєрс /  Марк Лопес Таррес —  Пабло Куевас /  Орасіо Себальйос 7–5, 6–4